# Nyssodrysternum plaumanni
Nyssodrysternum plaumanni là một loài bọ cánh cứng trong họ Cerambycidae.